# Pulzo (medio digital)
Pulzo (conocido como Pulzo.com) es un medio de comunicación, fundado en 2014 por Luis Fernando Santos, Guillermo Franco y otros integrantes de InQlab, sociedad registrada en Panamá que pertenece al grupo Santo Domingo. Es miembro de la Asociación Colombiana de medios de información AMI.org.
El sitio ofrece cobertura sobre política, deportes, noticias internacionales, salud, negocios, entretenimiento y tecnología, entre otras. Su equipo editorial produce contenido propio y otro basado en curaduría de diferentes medios de comunicación, bajo las normas legales de atribución que rigen en Colombia. Su audiencia se encuentra principalmente en Colombia.